# Championnats de France d'escalade 2010
Navigation
Édition précédente Édition suivante
En 2010, Le club Bron Vertical accueille le championnat de France d'escalade de bloc les 30 avril et 1er mai, tandis que le club Escalade Voiron Alpinisme accueille le championnat de France d'escalade de difficulté les 11 et 12 juin, et le championnat de France d'escalade de vitesse le 13 juin, sur le mur du gymnase Lafaille.
À l'issue de ces épreuves, François Kaiser et Mélissa Le Nevé sont désignés champions de France d'escalade de bloc, Manuel Romain et Charlotte Durif sont désignés champions de France d'escalade de difficulté, et Gautier Supper et Morgane Aveline sont désignés champions de France d'escalade de vitesse.

## Déroulement
Épreuves de bloc
Les épreuves de qualification ont lieu le vendredi 30 avril, les demi-finales et les finales ont lieu le samedi 1er mai.
Épreuves de difficulté
Le vendredi 11 juin, ont lieu les qualifications hommes et femmes. Dans chaque catégorie, les compétiteurs divisés en deux groupes affrontent deux voies différentes, de cotation 7c pour les femmes et 8a pour les hommes.
Le samedi 12 juin, les demi-finales sont organisées le matin. La finale est disputée le soir à 20h30.
Épreuves de vitesse
Les qualifications ont lieu le dimanche 13 juin au matin, tandis que la phase finale oppose les compétiteurs l'après-midi.

## Palmarès
Difficulté
| Catégorie | Or              | Argent              | Bronze         |
| --------- | --------------- | ------------------- | -------------- |
| Hommes    | Manuel Romain   | Romain Desgranges   | Gautier Supper |
| Femmes    | Charlotte Durif | Caroline Ciavaldini | Hélène Janicot |

Bloc
| Catégorie | Or              | Argent         | Bronze              |
| --------- | --------------- | -------------- | ------------------- |
| Hommes    | François Kaiser | Didier Hoarau  | Stéphane Julien     |
| Femmes    | Mélissa Le Nevé | Mélanie Sandoz | Anne-Laure Chevrier |

Vitesse
| Catégorie | Or              | Argent        | Bronze          |
| --------- | --------------- | ------------- | --------------- |
| Hommes    | Gautier Supper  | Nicolas Badia | Thomas Dupin    |
| Femmes    | Morgane Aveline | Maud Ansade   | Julie Michelard |